# Чудовка (Пензенская область)
Чудовка — деревня в Вадинском районе Пензенской области. Входит в состав Татаро-Лакинского сельсовета.

## География
Деревня расположена в северо-западной части области на расстоянии примерно в 11 километрах по прямой к северо-западу от районного центра Вадинска.
Часовой пояс
Деревня Чудовка как и вся Пензенская область, находится в часовой зоне МСК (московское время). Смещение применяемого времени относительно UTC составляет +3:00.

## Население
| 2010 |
| ---- |
| 5    |

Национальный состав
Согласно результатам переписи 2002 года, в национальной структуре населения татары составляли 100 % из 13 чел..